# Paul Garbagni
Paul Antoine Garbagny dit Paul Garbagni, né le 3 juillet 1872 à Paris 10e et mort le 16 décembre 1929 à Paris 12e, est un réalisateur et scénariste français. 

## Biographie
Petit-fils de l'organiste et compositeur Édouard Batiste, fils de la cantatrice et pianiste Berthe Batiste, cousin de Léo Delibes,, Paul Garbagni prend d'abord des cours de piano au Conservatoire dans la classe d'Émile Decombes, puis des cours de comédie dans la classe de Maurice de Féraudy où il obtient un second prix en juillet 1896 avant d'être engagé au théâtre de l'Odéon en même temps que Charles Prince qui avait obtenu le premier prix.
Après avoir été directeur du théâtre des Mathurins, du théâtre des Deux-Masques et du Théâtre des Capucines, Paul Garbagni est engagé par la société cinématographique Pathé en tant que scénariste et réalisateur. Il réalise une majorité de courts-métrages pour des séries culte, telles que les feuilletons Nick Winter et Lucien.
En 1912, à peine nommé directeur des studios Pathé, il se déplace en Suède pour prendre la réalisation du film Au printemps de la vie dans les studios de la Svenska Biografteatern situés à Lidingö près de Stockholm.
Il réalisa la série très populaire du célèbre détective Nick Winter qui fut un grand succès avant la Première Guerre mondiale et connut encore quelques réussites après la Grande Guerre, notamment en reprenant la série dénommée Lucien dont les premiers feuilletons furent réalisés par Lucien Rozenberg, puis par Édouard-Émile Violet.
Paul Garbagni meurt à l'âge de 57 ans des suites d'une double pneumonie. Il était directeur du théâtre des Folies-Dramatiques depuis février 1924.

## Filmographie

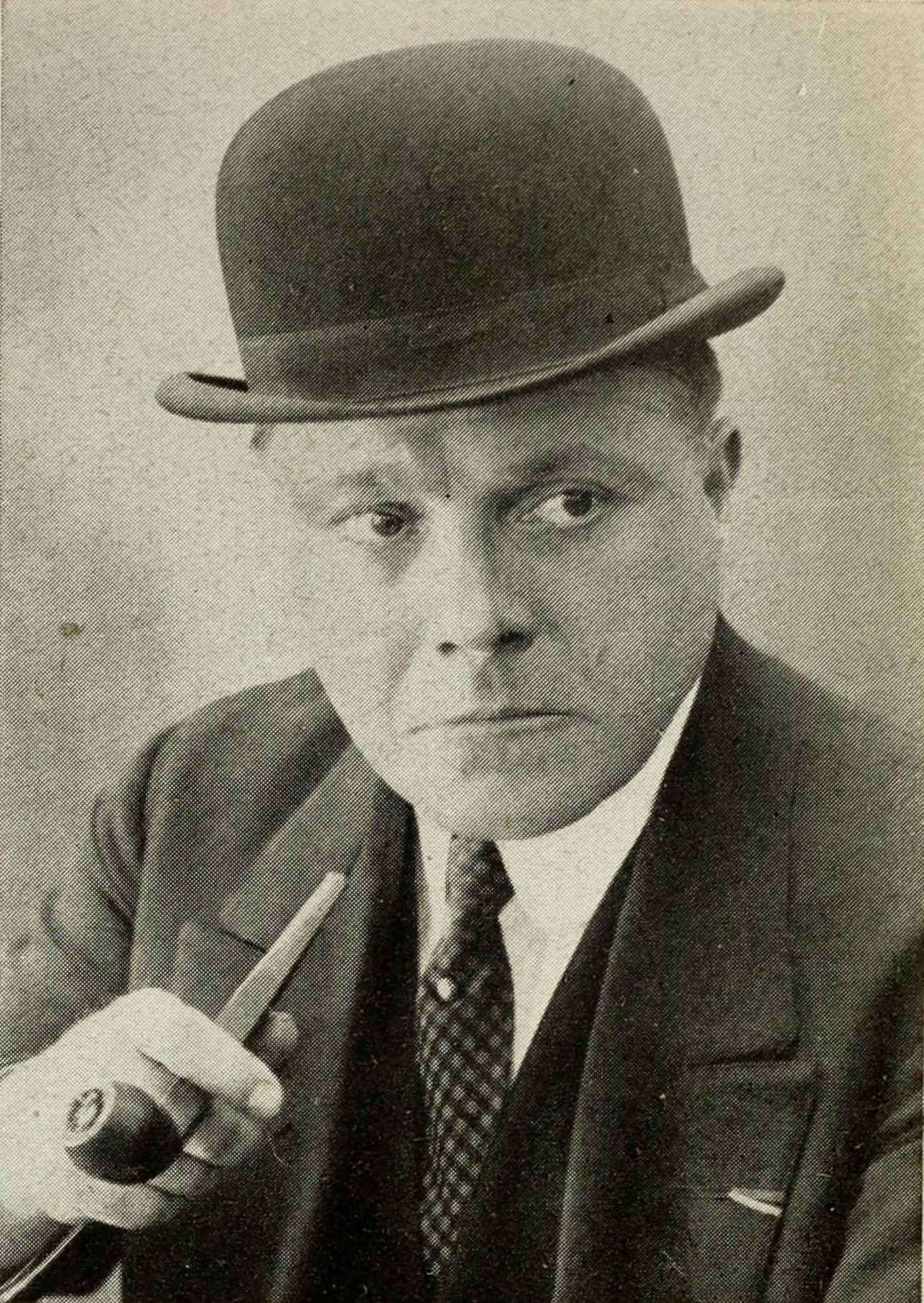
Georges Vinter, l'interprète de Nick Winter.

### Comme réalisateur
- 1910 : Conspiration du comte de Fargas, co-réalisé avec Maurice André Maître[12]
- 1910 : Le Pardon de l'offense
- 1910 : Nick Winter, l'adroit détective
- 1910 : Nick Winter et le perroquet de Mademoiselle Durand
- 1911 : Nick Winter et le rapt de Mademoiselle Werner
- 1911 : Nick Winter et le vol de la Joconde
- 1911 : Nick Winter et le pickpocket mystifié
- 1911 : Nick Winter et le parfum révélateur
- 1911 : Dick Johnson, le voleur gentleman, contre Nick Winter
- 1911 : Nick Winter et le courrier diplomatique
- 1912 : Une mésaventure de François 1er[13]
- 1912 : Little Moritz élève de Nick Carter
- 1912 : Nick Winter contre le banquier Werb
- 1912 : Au printemps de la vie
- 1912 : Nick Winter et le mariage de Miss Woodman
- 1912 : La Résurrection de Nick Winter
- 1912 : Max Linder contre Nick Winter, coréalisé avec Max Linder
- 1912 : L'Ange du foyer, coréalisé avec Max Linder
- 1913 : Nick Winter et l'as de trèfle
- 1913 : Encore Nick Winter !
- 1913 : Ténèbres
- 1913 : La Carabine de la mort, coréalisé avec Henri Desfontaines[14]
- 1913 : Nick Winter et le mystère de la Tamise
- 1913 : Nick Winter plus fort que Sherlock Holmes
- 1913 : Nick Winter et l'énigme du lac Némi
- 1913 : Nick Winter et le professeur Mystère
- 1914 : Nick Winter et le prince perdu
- 1914 : Nick Winter et la grotte mystérieuse
- 1914 : Nick Winter et la parure d'opale
- 1914 : Nick Winter et l'homme au masque
- 1914 : Le Secret du châtelain
- 1914 : Le Téléphone qui accuse, coréalisé avec Henri Desfontaines[15]
- 1915 : Le Traquenard
- 1919 : Le Champion de Lucien, scénario de Lucien Rozenberg[16]
- 1919 : Lucien a le coup de foudre
- 1919 : Lucien joue à la poupée
- 1920 : Nick Winter et le secret d'Argeville
- 1921 : Les Parias de l'amour
- 1921 : Le Mont maudit
- 1922 : Rapax, coréalisé avec Jean Faber[17]
- 1923 : Eines Vaters Söhne
- 1923 : L'Héritage qui détruit la race[18],

### Comme scénariste
- 1910 : Le Gendre ingénieux, d'Henri Desfontaines
- 1910 : Hop-Frog, d'Henri Desfontaines [19]
- 1910 : La Fin de Charles le Téméraire de Georges Denola [20]
- 1911 : L'Assassinat d'Henri III, d'Henri Desfontaines et Louis Mercanton
- 1911 : Falstaff, d'Henri Desfontaines [21]
- 1911 : La Mégère apprivoisée, d'Henri Desfontaines[22]
- 1911 : Milton, d'Henri Desfontaines
- 1911 : Olivier Cromwell, d'Henri Desfontaines
- 1911 : La Femme-cochère, d'Henri Desfontaines
- 1911 : Victimes de l'alcoolisme, de Gérard Bourgeois
- 1911 : Le Démon du jeu, de Gérard Bourgeois
- 1912 : La Conquête du bonheur, de Gérard Bourgeois
- 1912 : La Chambre au judas, d'Henri Desfontaines [23]
- 1912 : Le Page, d'Henri Desfontaines
- 1912 : Le Parfum révélateur, de Paul Garbagni
- 1912 : La Résurrection de Nick Winter, de Paul Garbagni
- 1913 : Nick Winter plus fort que Sherlock Holmes, de Paul Garbagni
- 1913 : La Carabine de la mort, d'Henri Desfontaines et Paul Garbagni
- 1913 : Ténèbres, de Paul Garbagni
- 1914 : La Reine Margot, d'Henri Desfontaines [24]
- 1914 : Le Téléphone qui accuse, d'Henri Desfontaines et Paul Garbagni
- 1915 : Le Traquenard, de Paul Garbagni
- 1917 : Les Feuilles tombent, de Georges Denola [25]
- 1917 : Chouchou, d'Henri Desfontaines
- 1917 : Un vol étrange, d'Henri Desfontaines [26]
- 1918 : Les Bleus de l'amour, d'Henri Desfontaines
- 1922 : Rapax, de Jean Faber et Paul Garbagni

## Distinctions
- Officier d'Académie (arrêté du ministre de l'Instruction publique et des Beaux-arts du 31 décembre 1900)[27]